# Марджори, графиня Каррик
Марджори (также Маргарет; англ. Marjorie of Carrick, около 1256, Дамфрис-энд-Галловей — не позднее 9 ноября 1292 или 1292) — 3-я графиня Каррик (1256—1292), мать короля Шотландии Роберта I Брюса.

## Биография
Отец — Нейл МакДоннах, 2-й граф Каррик, мать — Маргарет Стюарт, дочь Уолтера Стюарта, 3-го лорда-стюарда Шотландии. Нейл передал титул вождя своему племяннику Рональду, а графство Каррик — дочери Марджори, сделав её третьей графиней Каррик в собственном праве. Её первым мужем был Адам из Килконкуара, который погиб во время Восьмого крестового похода в 1271 году. У них был один ребёнок, дочь Марта. По преданию, однажды к молодой графине прибыл красивый молодой человек с вестью о кончине её мужа на Святой Земле. Это был Роберт де Брюс, 6-й лорд Аннандейл — соратник Килконкуара. Марджори настолько им увлеклась, что держала в плену, пока он не согласился жениться на ней в замке Тернберри в 1271 году. Он стал графом Каррик по праву жены. Их детьми были:
- Изабелла Брюс (ок. 1272—1358)
  - ∞ муж с 1293 года Эйрик II Магнуссон (1268—1299), король Норвегии (1280—1299)
- Кристина Брюс (ок. 1273 — 1356/1357)
  - ∞ 1-й муж — сэр Кристофер Сетон
  - ∞ 2-й муж — Карнайт (ок. 1266—1305), 7-й граф Мар (1301—1305)
  - ∞ 3-й муж — сэр Эндрю Мюррей (1298—1338)
- Роберт I Брюс (11 июля 1274 — 7 июня 1329), граф Каррик (1292—1314), лорд Аннандейл (1295—1312), король Шотландии (1306—1329)
- Нейл де Брюс (ок. 1279—1306)
- Эдуард Брюс (ок. 1280—1318), граф Каррик (1315—1318), верховный король Ирландии (1315—1318)
- Мэри Брюс (ок. 1282—1323)
  - ∞ 1-й муж — сэр Нил Кэмпбелл (ум. 1316)
  - ∞ 2-й муж — сэр Александр Фрейзер (ум. 1332)
- Маргарет Брюс (род. ок. 1283)
  - ∞ муж — сэр Уильям Карлайл[6][7]
- Томас де Брюс (ок. 1284—1307)
- Александр де Брюс (род. ок. 1285—1307)
- Элизабет Брюс (род. ок. 1286)
  - ∞ муж — сэр Уильям Дисингтон
- Матильда (Марджори) Брюс (род. ок. 1287)
  - ∞ муж Хью (ум. 1333), 5-й граф Росс (1323—1333), сподвижник Роберта Брюса

Некоторые историки считают, что Маргарет Брюс, вышедшая замуж за сэра Уильяма Карлайла, не была их дочерью. Предполагается, что Томас Рэндольф, 1-й граф Морей был сыном дочери Марджори, Марты, от первого брака с Адамом из Килконкуара. Это объясняет тот факт, что Томаса Рэндольфа описывали как племянника Роберта Брюса. Есть свидетельства того, что «старшая дочь» вышла замуж за кого-то из семьи графов Мар, что выводит на ныне не учитываемый первый брак Кристины с сыном графа Гартнайтом.
Марджори умерла незадолго до 9 ноября 1292 года; её вдовец передал графство Каррик их старшему сыну Роберту.